# آمازون ۱۰۴۲

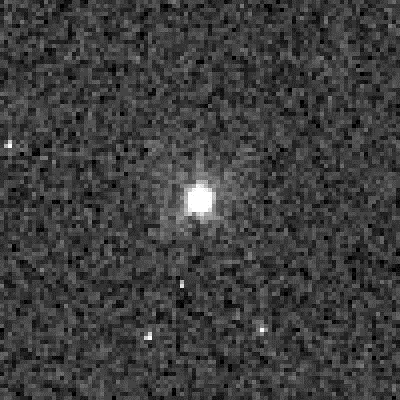
نمای تلسکوپی از سیارک آمازون ۱۰۴۲ - ژوئن ۲۰۱۳

سیارک ۱۰۴۲ (به انگلیسی: 1042 Amazone، نامگذاری:1925HA) هزار و چهل و دومین سیارک کشف شده‌است که در ۲۲ آوریل ۱۹۲۵ و در هایدلبرگ کشف شد.
قدر مطلق سیارک برابر ۹٫۸۰ است.